# Marshall County (Alabama)
Marshall County ist ein County im Bundesstaat Alabama der Vereinigten Staaten. Der Sitz der Countyverwaltung (County Seat) befindet sich in Guntersville. Das County gehört zu den Dry Countys, was bedeutet, dass der Verkauf von Alkohol eingeschränkt oder verboten ist.

## Geographie
Das County liegt im Norden von Alabama, ist im Norden etwa 70 km von Tennessee, im Osten etwa 80 km von Georgia entfernt und hat eine Fläche von 1614 Quadratkilometern, wovon 145 Quadratkilometer Wasserfläche sind. Es grenzt im Uhrzeigersinn an folgende Countys: Jackson County, DeKalb County, Etowah County, Blount County, Cullman County, Morgan County und Madison County.

## Geschichte
Marshall County wurde am 9. Januar 1836 gebildet. Benannt wurde es nach dem Justizminister von Alabama John Marshall. Die erste Bezirkshauptstadt war Claysville, ab 1838 Marshall, ab 1841 Warrenton und ab 1848 Guntersville.

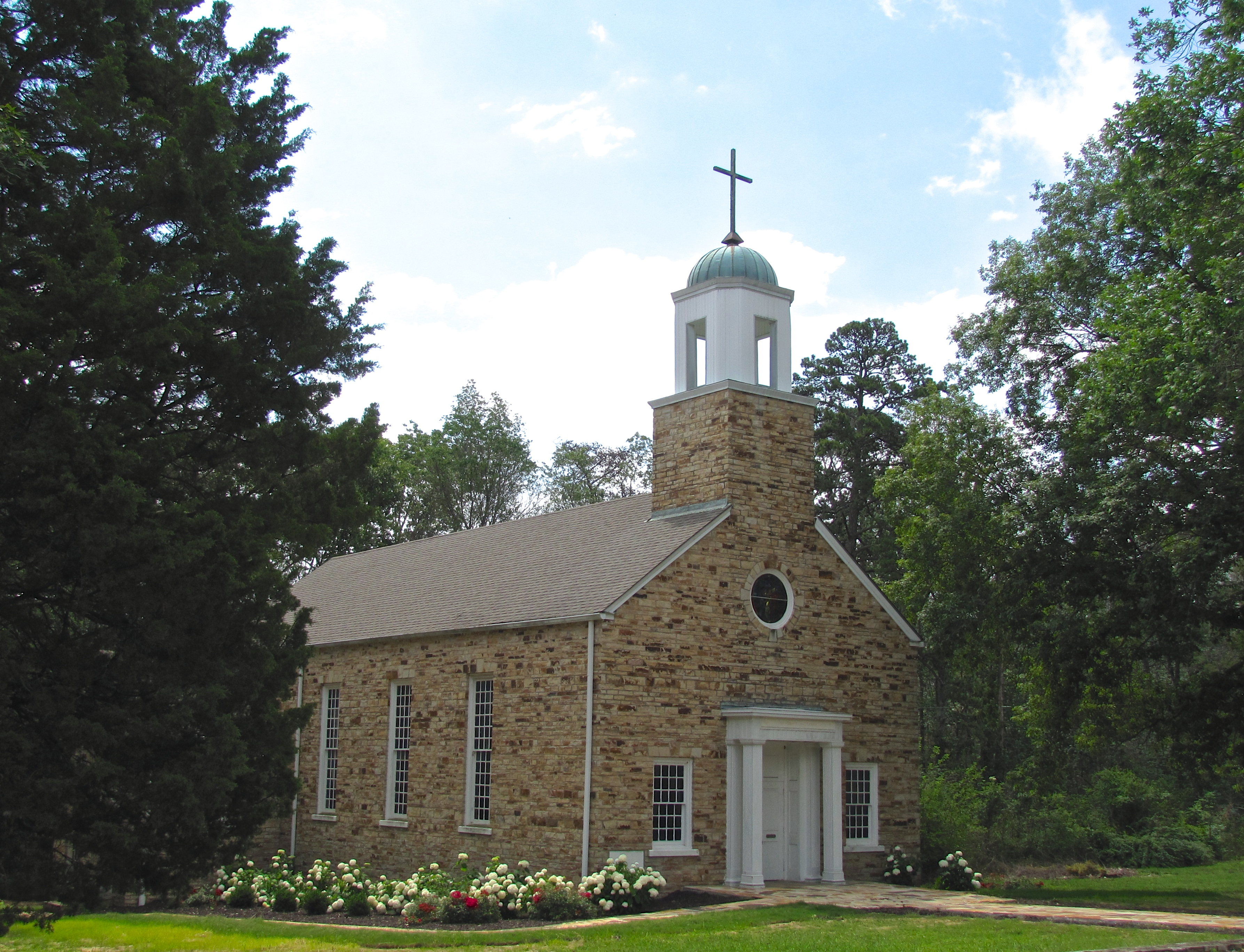
Kapelle auf dem Campus der Kate Duncan Smith Daughters of the American Revolution School (2017)

15 Bauwerke und Stätten im County sind im National Register of Historic Places (NRHP) eingetragen (Stand 5. April 2020), darunter der Downtown Guntersville Historic District, die Kate Duncan Smith Daughters of the American Revolution School und das U.S. Post Office Albertville.

## Demographische Daten

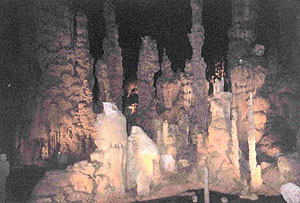
Cathedral Caverns in den Gunters Mountains, aufgenommen als National Natural Landmark

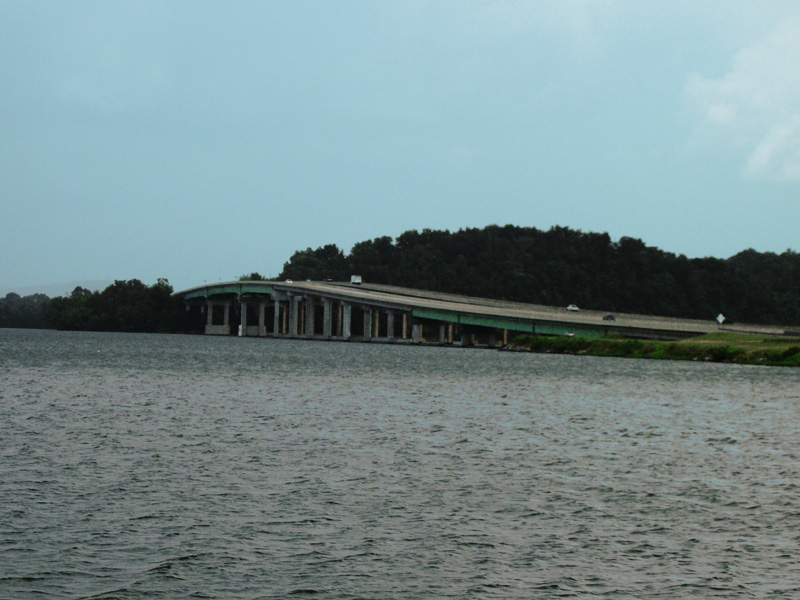
Der U.S. Highway 431 über den Tennessee River bei Guntersville

Nach der Volkszählung im Jahr 2000 lebten im Marshall County 82.231 Menschen. Davon wohnten 972 Personen in Sammelunterkünften, die anderen Einwohner lebten in 32.547 Haushalten und 23.531 Familien. Die Bevölkerungsdichte betrug 56 Einwohner pro Quadratkilometer. Ethnisch betrachtet setzte sich die Bevölkerung zusammen aus 93,38 Prozent Weißen, 1,47 Prozent Afroamerikanern, 0,53 Prozent amerikanischen Ureinwohnern, 0,24 Prozent Asiaten, 0,04 Prozent Bewohnern aus dem pazifischen Inselraum und 3,24 Prozent aus anderen ethnischen Gruppen; 1,09 Prozent stammten von zwei oder mehr Ethnien ab. 5,66 Prozent der Bevölkerung waren anischer oder lateinamerikanischer Abstammung.
Von den 32.547 Haushalten hatten 32,4 Prozent Kinder und Jugendliche unter 18 Jahren, die bei ihnen lebten. In 57,8 Prozent lebten verheiratete, zusammen lebende Paare, 10,7 Prozent waren allein erziehende Mütter, 27,7 Prozent waren keine Familien, 24,6 Prozent aller Haushalte waren Singlehaushalte und in 10,9 Prozent lebten Menschen im Alter von 65 Jahren oder darüber. Die Durchschnittshaushaltsgröße betrug 2,50 und die durchschnittliche Familiengröße betrug 2,96 Personen.
24,9 Prozent der Bevölkerung waren unter 18 Jahre alt, 8,5 Prozent zwischen 18 und 24 Jahren, 29,0 Prozent zwischen 25 und 44 Jahren, 23,4 Prozent zwischen 45 und 64 Jahren und 14,2 Prozent waren 65 Jahre oder älter. Das Durchschnittsalter betrug 37 Jahre. Auf 100 weibliche Personen kamen 94,8 männliche Personen und auf Frauen im Alter von 18 Jahren und darüber kamen 91,5 Männer.
Das jährliche Durchschnittseinkommen eines Haushalts betrug 32.167 USD, das Durchschnittseinkommen einer Familie 38.788 USD. Männer hatten ein Durchschnittseinkommen von 30.500 USD, Frauen 20.807 USD. Das Prokopfeinkommen betrug 17.089 USD. 11,7 Prozent der Familien und 14,7 Prozent der Einwohner lebten unterhalb der Armutsgrenze.

## Orte im Marshall County
- Albertville
- Alder Springs
- Allens Crossroads
- Arab
- Askea Grove
- Boaz
- Bucksnort
- Campbell Mill
- Cherokee Ridge[11]
- Claysville
- Columbus City
- Corbinville
- Cottonville
- Crossroads
- Diamond
- Double Bridges
- Douglas
- Eddy
- Egypt
- Five Points
- Friendship
- Grant
- Grassy
- Guntersville
- Hebron
- Henryville
- High Point
- Hog Jaw
- Horton
- Humpton
- Hustleville
- Hyatt
- Johnsons Mill
- Kirbytown
- Lakeview
- Lattiwood
- Little New York
- Manchester
- Marshall
- Martling
- McVille
- Meadowood
- Meltonsville
- Mill Village
- Mount Carmel
- Mount Hebron
- Mount Olive
- Mountain View
- Needmore
- Neighbors Mill
- Nixon Chapel
- North Arab
- Oleander
- Pine Lake Village
- Pleasant Grove
- Poplar Ridge
- Poplar Springs
- Preston
- Rabbit Town
- Rayburn
- Red Hill
- Rice
- Rocky Ridge
- Ruth
- Saratoga
- Scant City
- Sidney
- Southtown
- Sunset Acres
- Swearengin
- Union Grove
- Warrenton
- White Oak
- Whitesville